# Мале Брасловче
Мале Брасловче (словен. Male Braslovče) — поселення в общині Брасловче, Савинський регіон, Словенія. 
Висота над рівнем моря: 302,7 м.